# متکویچ
مِتکُویچ (به کرواتی: Metković) شهری در شهرستان دوبروونیک نرتوا کشور کرواسی است که جمعیت آن در سال ۲۰۱۱ میلادی ۱۴٬۸۷۲ نفر بوده‌است.